# Gwinea Równikowa na Letnich Igrzyskach Olimpijskich 2016
Gwineę Równikową na Letnich Igrzyskach Olimpijskich 2016 w Rio de Janeiro reprezentowało dwóch zawodników. Był to 9. start reprezentacji Gwinei Równikowej na letnich igrzyskach olimpijskich.

## Skład reprezentacji

### Lekkoatletyka
| Zawodnik/Zawodniczka | Konkurencja                | Runda 1  | Runda 1 | Runda 2  | Runda 2 | Półfinał | Półfinał | Finał    | Finał   |
| Zawodnik/Zawodniczka | Konkurencja                | Rezultat | Pozycja | Rezultat | Pozycja | Rezultat | Pozycja  | Rezultat | Pozycja |
| -------------------- | -------------------------- | -------- | ------- | -------- | ------- | -------- | -------- | -------- | ------- |
| Benjamín Enzema      | Bieg na 800 m              | 1:52,14  | 50.     | —        | —       | NQ       | NQ       | NQ       | NQ      |
| Reïna-Flor Okori     | Bieg na 100 m przez płotki | DNS      | DNS     | —        | —       | NQ       | NQ       | NQ       | NQ      |